# Christian August Förtsch
Christian August Förtsch (* 12. Januar 1731 in Lübeck; † 17. Februar 1785 ebenda) war ein deutscher Arzt, Librettist und Freimaurer.

## Leben
Christian August Förtsch war ein Sohn des Procurators am Lübecker Niedergericht Christian Gottfried Förtsch und Enkel des Eutiner Leibarztes und Hofrats Johann Philipp Förtsch. Er war benannt nach dessen Dienstherrn, dem Fürstbischof Christian August. Von seinen Brüdern wurde August Friedrich Förtsch 1757 in Kiel zum Dr. jur. promoviert und Advokat in Lübeck; Johann Philipp Förtsch (1732–1795) wurde Pastor an St. Petri und Pauli in Bergedorf.
Christian August besuchte das Katharineum zu Lübeck und studierte Humanmedizin an der Universität Jena, insbesondere bei Georg Erhard Hamberger. Am 8. November 1753 wurde er an der Universität Helmstedt unter dem Vorsitz von Lorenz Heister zum Dr. med. promoviert. Anschließend vertiefte er sein Kenntnisse in Berlin. 
1758 wurde er zum Stadtphysicus in Mölln berufen. 1760 ließ er sich als praktischer Arzt in Lübeck nieder.
1771 trat er bei deren Gründung in die Freimaurer-Loge Zum goldenen Apfel in Eutin ein. 1772 wurde er der erste Meister vom Stuhl der neu gegründeten Lübecker Loge Zum Fruchthorn (ab 1793 Zum Füllhorn) bis 1774 und noch einmal von 1778 bis 1781. 
Förtsch verfasste mehrere Libretti für die Lübecker Abendmusiken, sowohl für Adolf Karl Kunzen als auch für dessen Nachfolger ab 1781 Johann Wilhelm Cornelius von Königslöw.
Er starb an einem giftigen Fieber.

## Schriften
- Disputatio Medica Theoriam Fermentationis Naturalis Exhibens. Ienae: Marggraf 1753 (Digitalisat, Österreichische Nationalbibliothek)
- Dissertatio inauguralis medica de inflammatione. Helmstedt 1753 (Digitalisat, Herzog August Bibliothek)
- Trauerrede auf das Absterben des wohlehrwürdigen Herrn Carl Christian Noodt: wohlverdienten Predigers der teutschen Gemeinde zu Stockholm gehalten in der Freymaurerloge zum Fruchthorn in Lübeck, von dem Bruder Christian August Förtsch, Meister vom Stuhl, den 14ten Julius 1780. Lübeck 1780

### Libretti
- Der gestürzte Goliath. Abendmusik in fünf Abteilungen. (1762)

Digitalisat des Autographs, Signatur Mus A 188, Stadtbibliothek Lübeck
(Textbuch) Der gestürzte Goliath: ein geistliches Singgedichte. Aus dem 17. bis 18. Capitel des 1. Buchs Samuelis genommen, und in der gewöhnlichen Abendmusik der Stadt Lübeck in der Hauptkirche zu St Marien im Jahr 1762 zur Erbauung aufgeführt. Lübeck: Green 1762
- Der verlohrene Sohn oder Die Folgen des jugendlichen Leichtsinns. Abendmusik in fünf Abteilungen. (1764)

Digitalisat des Autographs, Signatur Mus A 189, Stadtbibliothek Lübeck
- Naboth. Abendmusik in fünf Abtheilungen. (1769)

Digitalisat des Autographs, Signatur Mus A 190, Stadtbibliothek Lübeck
(Textbuch) Die unterdrückte Unschuld an dem Beyspiele Naboths aus dem 21. Capittel des 1. Buchs der Könige: in der gewöhnlichen Abendmusik der Stadt Lübeck in der Hauptkirche zu St. Marien im Jahr 1769 zur Erbauung aufgeführt / von Adolph Carl Kunzen. Lübeck: Green, [1769]
- Jacobs Vermählung mit Lea oder Die doppelte Verbindung Jacobs. Abendmusik in fünf Abtheilungen. (1766)

Digitalisat des Autographs, Signatur Mus A 191, Stadtbibliothek Lübeck
- Des jungen Tobias Verheyrathung: Oratorium.  (1781)

Ausgabe: Regina Oehlmann (Hrsg.) (Veröffentlichungen der Stadtbibliothek Lübeck: Reihe 3, Band 31). Bibliothek der Hansestadt Lübeck, Lübeck 2003, ISBN 3-933652-19-7.